# Gabriela Montero
Gabriela Montero (Caracas, Veneçuela, 10 de maig de 1970) és una pianista veneçolana. És coneguda per les seves improvisacions sobre temes clàssics.

## Carrera
Montero va executar la seva primera interpretació en públic als tres anys. Als vuit anys, va debutar com a solista amb orquestra amb l'Orquestra Simfònica Simón Bolívar, dirigida per José Antonio Abreu. A més de la seva extensa reputació com una de les poques improvisadores clàssiques del món, és considerada una gran pianista dins del repertori clàssic. També col·labora freqüentment amb la pianista argentina Martha Argerich i el violoncel·lista francès Gautier Capuçon.
La seva agenda de concerts la porta a les millors sales i es presenta com a solista amb les grans orquestres del món. Els seus discos amb el segell EMI han guanyat guardons com el Echo Preis a Alemanya i va ser candidata a un Premi Grammy pel seu disc Baroque.
El 20 de gener de 2009 va participar en la inauguració presidencial de Barack Obama, interpretant al costat del violinista Itzhak Perlman, el violoncel·lista Yo-Yo Ma i el clarinetista Anthony McGill l'obra Air and Simple Gifts, una composició del músic John Williams.
El 16 de març de 2014 Montero i el director d'orquestra Carlos Izcaray van organitzar un concert de piano i orquestra a la Emmaus Kirche de Berlín en protesta pel "col·lapse de la democràcia" a Veneçuela.
Actualment viu a Barcelona.
El 2015 va obtenir el Premi Grammy Llatí al Millor àlbum de música clàssica per "Rachmaninov: Piano Concerto - Montero: ExPàtria".
Actualment viu a Barcelona.

## Discografia
- Gabriela Montero: Piano Recital (EMI Classics, 2005)
- Gabriela Montero: Bach and Beyond (EMI Classics, 2006)
- Gabriela Montero: Baroque (EMI Classics, 2007)
- Gautier Capuçon i Gabriela Montero: Rhapsody - Rachmaninov, Prokofiev Cello Sonates (Virgin Classics, 2008)
- Gabriela Montero SOLATINO (2010)
- Gabriela Montero Rachmaninov, Piano Concerto No.2 in C minor, Op. 18 • Montero, ExPàtria* (2015)